# Prinsessan (1966)
Prinsessan är en svensk dramafilm från 1966 i regi av Åke Falck. I rollerna ses bland andra Grynet Molvig, Lars Passgård och Monica Nielsen.

## Om filmen
Inspelningen ägde rum under augusti-september 1966 med Mac Ahlberg, Ralph Evers och Hans Emanuelsson som fotografer. Filmens förlaga var romanen Prinsessan av Gunnar Mattsson (1965), vilken omarbetades till filmmanus av Falck och Lars Widding. Filmen premiärvisades 26 december 1966 på biografen Saga i Stockholm och är 103 minuter lång.
Från början var det tänkt att Jörn Donner skulle regissera filmen och han hade i olika avseenden förberett inspelningen, vilken var tänkt att äga rum i Finland. Arbetat tog dock en annan vändning när Europafilm köpte upp filmrättigheterna och i stället tillsatte Falck som regissör.
Filmen fick ett övervägande negativt mottagande. Vid Moskvas internationella filmfestival 1967 belönades dock Mollvigs insatser med pris i kategorin "bästa skådespelerska".

## Handling
Journalisten Gunnar träffar den cancersjuka Seija och kärlek uppstår. Seija har endast en kort tid kvar att leva och får rådet av läkarna att inte försöka bli gravid då strålbehandlingen kan skada fostret. Hon avbryter därför strålbehandlingen och föder senare ett välskapt och friskt barn. Samtidigt visar det sig att graviditeten har botat hennes cancer.

## Rollista
- Grynet Molvig – Seija, "Prinsessan"
- Lars Passgård – Gunnar, författare
- Monica Nielsen – Pirjo
- Birgitta Valberg – läkare
- Tore Bengtsson – läkare
- Thore Segelström – läkare
- Tore Lindwall – förlossningsläkare
- Heinz Spira – kompisen
- Axel Düberg – prästen
- Satu Östring – en miss